# Jerzy Rayski
Jerzy Rayski (* 6. April 1917 in Warschau; † 14. Oktober 1993 in Krakau) war ein polnischer Physiker und Professor an der Jagiellonen-Universität Krakau.
Rayski studierte zunächst Medizin und dann Physik in Krakau. Zunächst während des Zweiten Weltkriegs an der Untergrunduniversität in Krakau bei Jan Weyssenhoff, dessen Assistent er 1945/46 war. Danach war er Oberassistent von Wojciech Rubinowicz an der Universität Warschau, bei dem er 1947 promoviert wurde (On the divergence problem in the theory of quantized fields). Mai 1948 bis April 1949 war er mit einem Stipendium in Zürich bei Wolfgang Pauli. Danach war er an der Nikolaus-Kopernikus-Universität in Toruń, wo er mit Jan Rzewuski eine Forschungsgruppe für Quantenfeldtheorie aufbaute, sich 1950 habilitierte (On simultaneous interactions of several fields and the self energy problem) und 1954 Professor wurde. Ab 1957 war er an der Jagiellonen-Universität Krakau mit voller Professur ab 1958. Ein Jahr später war er Vorstand des Instituts für Theoretische Physik und 1978 bis zu seiner Emeritierung 1987 Vorstand der Abteilung Quantenfeldtheorie. Er war zweimal Dekan der Fakultät für Physik, Mathematik und Chemie.
Er befasste sich vor allem mit Elementarteilchenphysik und Quantenfeldtheorie und arbeitete in den 1940er Jahren mit Wolfgang Pauli in Zürich zusammen über Regularisierung von Quantenfeldtheorien (wie auch Felix Villars, Res Jost, Joaquin Mazdak Luttinger zur selben Zeit). Weiter arbeitete er über Kaluza-Klein-Theorien und Quantisierung nichtlokaler Felder und befasste sich mit Wissenschaftsphilosophie.

## Schriften
- Survey of physical theories from a methodological viewpoint, Warschau:  Państwowe Wydawnictwo Naukowe 1976
- Foundations of modern theoretical physics, Krakau, Warschau 1983
- Essays on physical theories, Krakau, Warschau 1990
- Czas, przestrzeń, kwanty (Zeit, Raum, Quanten), Warschau 1964